# Kokkoku
Kokkoku (刻刻, Kukkoku) est un seinen manga écrit et dessiné par Seita Horio. Il est prépublié entre mai 2008 et septembre 2014 dans le magazine Monthly Morning Two de l'éditeur Kōdansha et est compilé en un total de huit tomes. La version française est publiée par Glénat depuis mars 2015. La série raconte l'histoire de Juri Yukawa, qui lors d'un enlèvement de son neveu et de son frère, a découvert que son grand-père peut arrêter le temps en utilisant une pierre mystérieuse et qui leur permet de bouger librement dans l'espace où le temps s'est arrêté.
Une adaptation en anime par Geno Studio est diffusée au Japon entre janvier et mars 2018,.

## Synopsis
Au sein de la famille Yukawa, un précieux secret se transmet de génération en génération. Lorsque, Tsubasa le fils aîné de la famille, et son neveu Makoto se font enlever par des voyous, le doyen des Yukawa prend sur lui de révéler à son tour le secret familial à sa petite fille Juri. Grâce à une pierre dotée de puissants pouvoirs, la famille Yukawa peut accéder au « monde statique », un univers équivalent au nôtre mais où seuls ceux qui y pénètrent sont libres de leurs mouvement. Les pouvoirs de ce monde permettent à Juri et au « vieux » de secourir leur famille, mais ils ne sont pas les seuls à pouvoir se mouvoir dans ce monde. Des individus appartenant à la secte d'« Amour véritable », aux sombres desseins, font leur apparition, à la grande surprise de la famille Yukawa.

## Personnages
Juri Yukawa (佑河樹里, Yukawa Juri)
Voix japonaise : Chika Anzai,
Shōko Majima (間島翔子, Majima Shōko)
Voix japonaise : Asami Seto,
« Le vieux » (じいさん, Jii-san, litt. « Grand-père »)
Voix japonaise : Kazuhiro Yamaji,
Junji Sagawa (佐河順治, Sagawa Junji)
Voix japonaise : Hozumi Gōda,
Takafumi Yukawa (佑河貴文, Yukawa Takafumi)
Voix japonaise : Kōji Tsujitani,
Tsubasa Yukawa (佑河翼, Yukawa Tsubasa)
Voix japonaise : Hirofumi Nojima,
Makoto Yukawa (佑河真, Yukawa Makoto)
Voix japonaise : Ryuto Iwata,
Shiomi (潮見)
Voix japonaise : Yūya Uchida,
Sako (迫)
Voix japonaise : Hiroyuki Yoshino,

## Productions et supports

### Manga
Écrit et dessiné par Seita Horio, Kokkoku a été prépublié dans le magazine Monthly Morning Two entre mai 2008 et septembre 2014 de l'éditeur Kōdansha et est compilé en un total de huit tomes. Annoncé en octobre 2014, Glénat publie la version française de la série depuis mars 2015.

#### Liste des volumes
| no | Japonais         | Japonais          | Français          | Français          |
| no | Date de sortie   | ISBN              | Date de sortie    | ISBN              |
| -- | ---------------- | ----------------- | ----------------- | ----------------- |
| 1  | 22 août 2009     | 978-4-06-372822-4 | 18 mars 2015      | 978-2-7234-9814-2 |
| 2  | 22 août 2009     | 978-4-06-372823-1 | 3 juin 2015       | 978-2-7234-9815-9 |
| 3  | 23 août 2010     | 978-4-06-372924-5 | 15 juillet 2015   | 978-2-7234-9816-6 |
| 4  | 22 avril 2011    | 978-4-06-372999-3 | 23 septembre 2015 | 978-2-344-00830-0 |
| 5  | 23 mars 2012     | 978-4-06-387092-3 | 2 décembre 2015   | 978-2-344-00831-7 |
| 6  | 22 mars 2013     | 978-4-06-387197-5 | 16 mars 2016      | 978-2-344-01305-2 |
| 7  | 22 novembre 2013 | 978-4-06-387249-1 | 15 juin 2016      | 978-2-344-01306-9 |
| 8  | 23 octobre 2014  | 978-4-06-388354-1 | 24 août 2016      | 978-2-344-01307-6 |

### Anime
Une adaptation en une série télévisée d'animation par Geno Studio était supposé être l'un des trois principaux projets d'animation du studio en cours de développement, aux côtés de l'adaptation anime du manga Golden Kamui et d'un projet d'anime anonyme réalisé par Takahiro Ōmori,. Les informations complètes de la série ont été révélées le 16 octobre 2017, ainsi Yoshimitsu Ohashi réalise la série chez Geno Studio, et Twin Engine est crédité pour la production ; Noboru Kimura est chargé du scénario de la série, Yasuomi Umetsu est crédité pour les character designs dont Masaki Hinata s'occupe à adapter ces dessins pour l'animation et sert également de réalisateur en chef de l'animation, et MICHIRU compose la musique,,. La série est diffusée pour la première fois entre le 8 janvier et le 25 mars 2018 sur Tokyo MX et BS11 au Japon, alors qu'Amazon Prime Video diffuse exclusivement la série en streaming dans le monde entier,.
La chanson de l'opening, Flashback, est réalisée par MIYAVI Vs KenKen, tandis que Boku no Lyric no Bōyomi interprète celle de l'ending intitulée Asayake to nettaigyo (朝焼けと熱帯魚),,.

#### Liste des épisodes
| No | Titre français    | Titre japonais | Titre japonais | Date de 1re diffusion |
| No | Titre français    | Kanji          | Rōmaji         | Date de 1re diffusion |
| -- | ----------------- | -------------- | -------------- | --------------------- |
| 1  | Premier instant   | 㐧壱刻         | Dai-ichi koku  | 8 janvier 2018        |
| 2  | Deuxième instant  | 㐧弐刻         | Dai-ni koku    | 15 janvier 2018       |
| 3  | Troisième instant | 㐧参刻         | Dai-san koku   | 22 janvier 2018       |
| 4  | Quatrième instant | 㐧肆刻         | Dai-shi koku   | 29 janvier 2018       |
| 5  | Cinquième instant | 㐧伍刻         | Dai-go koku    | 5 février 2018        |
| 6  | Sixième instant   | 㐧陸刻         | Dai-roku koku  | 12 février 2018       |
| 7  | Septième instant  | 㐧漆刻         | Dai-nana koku  | 19 février 2018       |
| 8  | Huitième instant  | 㐧捌刻         | Dai-hachi koku | 26 février 2018       |
| 9  | Neuvième instant  | 㐧玖刻         | Dai-kyū koku   | 5 mars 2018           |
| 10 | Dixième instant   | 㐧拾刻         | Dai-jū koku    | 12 mars 2018          |
| 11 | Onzième instant   | 㐧拾壱刻       | Dai-jū'i koku  | 19 mars 2018          |
| 12 | Douzième instant  | 㐧拾弐刻       | Dai-jūni koku  | 26 mars 2018          |

## Réception
En 2011, le manga a été nommé pour le 4e grand prix du Manga,.

### Sources
1. 1 2  (ja) « 堀尾省太「刻刻」完結、約6年の連載に幕 », sur natalie.mu,‎ 22 septembre 2014 (consulté le 12 juin 2015)
2. 1 2  « Le polar Kokkoku chez Glénat », sur manga-news.com, 15 octobre 2014 (consulté le 12 juin 2015)
3. 1 2 3  (en) « Kokkoku: Moment by Moment Anime's 2nd Promo Video Reveals January 7 Premiere », sur Anime News Network, 20 novembre 2017 (consulté le 4 février 2018)
4. 1 2  (ja) « ON AIR », sur Site officiel (consulté le 4 février 2018)
5. 1 2 3 4 5 6 7 8 9 10  (en) « Geno Studio to Produce TV Anime of Seita Horio's Kokkoku: Moment by Moment Manga », sur Anime News Network, 16 octobre 2017 (consulté le 4 février 2018)
6. 1 2 3 4 5 6 7 8 9 10 11  (ja) « STAFF•CAST », sur Site officiel (consulté le 4 février 2018)
7. ↑  (en) « Genocidal Organ's Geno Studio to Announce 3 TV Anime Projects - News », sur Anime News Network (consulté le 4 février 2018)
8. ↑  (ja) « テレビアニメーション3タイトルの制作を発表しました！ », sur genostudio.co.jp,‎ 10 octobre 2017 (consulté le 4 février 2018)
9. ↑  (ja) « ジェノスタジオ、「刻刻」「ゴールデンカムイ」をアニメ化！　「デュラララ!!」大森貴弘監督の新作など3タイトル制作発表 », sur nlab.itmedia.co.jp,‎ 16 octobre 2017 (consulté le 4 février 2018)
10. ↑  (ja) « MUSIC », sur Site officiel (consulté le 4 février 2018)
11. ↑  « Taisho Manga Awards - les Nominés », sur manga-news.com, 18 janvier 2011 (consulté le 12 juin 2015).
12. ↑  (en) « 13 Titles Nominated for 4th Manga Taisho Awards », sur Anime News Network, 16 janvier 2011 (consulté le 4 février 2018)

### Œuvres
Édition japonaise
1. 1 2  (ja) « 刻刻（１） », sur Kōdansha (consulté le 4 février 2018)
2. 1 2  (ja) « 刻刻（２） », sur Kōdansha (consulté le 4 février 2018)
3. 1 2  (ja) « 刻刻（３） », sur Kōdansha (consulté le 4 février 2018)
4. 1 2  (ja) « 刻刻（４） », sur Kōdansha (consulté le 4 février 2018)
5. 1 2  (ja) « 刻刻（５） », sur Kōdansha (consulté le 4 février 2018)
6. 1 2  (ja) « 刻刻（６） », sur Kōdansha (consulté le 4 février 2018)
7. 1 2  (ja) « 刻刻（７） », sur Kōdansha (consulté le 4 février 2018)
8. 1 2  (ja) « 刻刻（８）＜完＞ », sur Kōdansha (consulté le 4 février 2018)

Édition française
1. 1 2  (fr) « Kokkoku - Tome 1 », sur Glénat
2. 1 2  (fr) « Kokkoku - Tome 2 », sur Glénat
3. 1 2  (fr) « Kokkoku - Tome 3 », sur Glénat
4. 1 2  (fr) « Kokkoku - Tome 4 », sur Glénat
5. 1 2  (fr) « Kokkoku - Tome 5 », sur Glénat
6. 1 2  (fr) « Kokkoku - Tome 6 », sur Glénat
7. 1 2  (fr) « Kokkoku - Tome 7 », sur Glénat
8. 1 2  (fr) « Kokkoku - Tome 8 », sur Glénat